# Пред одлазак
„Пред одлазак” је југословенски ТВ филм из 1967. године. Режирао га је Едуард Галић а сценарио је написао Крешо Новосел.

## Улоге
| Глумац         | Улога |
| -------------- | ----- |
| Шпиро Губерина |       |
| Снежана Никшић |       |
| Иво Пајић      |       |
| Иво Сердар     |       |
| Иван Шубић     |       |
| Круно Валентић |       |
| Фрањо Мајетић  |       |